# Élections législatives serbes de 2007
Les élections législatives serbes de 2007 ont eu lieu en Serbie le 21 janvier 2007.

## Contexte
Les élections visent à renouveler les 250 sièges du parlement monocaméral de Serbie. La précédente élection s'est tenue en 2003 et concernait alors l'Assemblée nationale de la république de Serbie à l'intérieur de la Serbie-et-Monténégro. Les élections de 2007 sont les premières depuis la sécession du Monténégro et l'indépendance de la Serbie en 2006.
Toute décision concernant le statut du Kosovo a été volontairement déplacée au-delà du 21 janvier 2007 par les Nations unies.

## Mode d'élection
Les 250 représentants sont élus pour une législature de 4 ans au suffrage universel direct ; chaque parti déclaré produit une liste unique de candidats pour toute la Serbie et reçoit un nombre de représentants proportionnel au nombre de votes atteints dans tout le pays ; cependant, ne sont pris en compte que les votes provenant des circonscriptions où il obtient au moins 5 % des voix. Cette dernière condition n'est toutefois pas nécessaire pour les partis s'étant enregistrés comme partis de minorités ethniques (les listes 8, 10, 14, 17, 19 et 20 ci-dessous) qui n'ont besoin que de 0,4 % des voix.

## Partis engagés
Les partis politiques avaient jusqu'au 5 janvier 2007 pour s'enregistrer auprès de la commission électorale. 20 listes politiques ont été enregistrées :
1. Parti démocratique (Boris Tadić) (Демократска странка - Борис Тадић)
2. G17 Plus (Mlađan Dinkić) (Г17 плус - Млађан Динкић)
3. Parti libéral-démocrate / Alliance civique de Serbie / Union sociale-démocrate / Ligue des sociaux-démocrates de Voïvodine (Čedomir Jovanović) (Либерално демократска партија - Грађански савез Србије - Социјалдемократска унија - Лига социјалдемократа Војводине - Чедомир Јовановић)
4. Parti radical serbe (Vojislav Šešelj) (Српска радикална странка - др Војислав Шешељ)
5. Parti démocratique de Serbie / Nouvelle Serbie (Vojislav Koštunica) (Демократска странка Србије - Нова Србија - Војислав Коштуница)
6. Mouvement Force de la Serbie (Bogoljub Karić) (Покрет снага Србије - Богољуб Карић)
7. Mouvement serbe du renouveau (Vuk Drašković) (Српски покрет обнове - Вук Драшковић)
8. Alliance des Magyars de Voïvodine (József Kasza) (Савез војвођанских Мађара - Јожеф Каса)
9. Parti des retraités unis de Serbie (Jovan Krkobabić) / Parti social-démocrate (Nebojša Čović) (Партија уједињених пензионера Србије (ПУПС) - Јован Кркобабић и Социјалдемократска партија (СДП) - Небојша Човић)
10. Coalition Liste pour le Sandžak (Sulejman Ugljanin) (Коалиција Листа за Санџак др Сулејман Угљанин)
11. Parti socialiste de Serbie (Социјалистичка партија Србије)
12. Branko Pavlović, « Parce que ça doit être mieux » (Бранко Павловић - "Зато што мора боље")
13. Coalition des « Partis de Voïvodine » (Igor Kurjački) (Коалиција "Војвођанске партије" - Игор Курјачки)
14. Union rom de Serbie (Rajko Đurić) (Унија Рома Србије - Рајко Ђурић)
15. Parti réformiste (Aleksandar Višnjić) (Реформистичка странка - др Александар Вишњић)
16. Union démocratique de Serbie (Obren Joksimović) (Демократска заједница Србије - Обрен Јоксимовић)
17. Coalition albanaise de la vallée de Preševo (Коалиција Албанаца Прешевске долине)
18. Social-démocratie – Nenad Vukasović (Социјалдемократија - Ненад Вукасовић)
19. Coalition Union hongroise – András Ágoston – Sándor Páll (Коалиција Мађарска слога - Андраш Агоштон - Пал Шандор)
20. Parti des Roms – Srđan Šajn (Ромска партија - Шајн Срђан)

## Résultat

### Participation
- Belgrade : 55 % (830 000)
- Serbie centrale : 56,5 % (1 900 000)
- Voïvodine : 58,9 %
- Kosovo : 48,6 %

### Résultats par listes et en nombre de sièges
| Partis | Voix      | %      | Sièges | +/- |
| --- | --------- | ------ | ------ | --- |
| Parti radical serbe – Vojislav Šešelj (Српска радикална странка — Војислав Шешељ) | 1 153 453 | 28,59  | 81     | -1  |
| Parti démocratique – Boris Tadić (Демократска странка - Борис Тадић) | 915 854   | 22,71  | 64     | +41 |
| Parti démocratique de Serbie–Nouvelle Serbie — Vojislav Koštunica (Демократска странка Србије — Нова Србија — Војислав Коштуница) | 667 615   | 16,55  | 47     | -10 |
| G17 Plus — Mlađan Dinkić (Г17 плус — Млађан Динкић) | 275 041   | 6,82   | 19     | -12 |
| Parti socialiste de Serbie (Социјалистичка партија Србије) | 227 580   | 5,64   | 16     | -6  |
| Parti libéral-démocrate / Alliance civique de Serbie / Union sociale-démocrate / Ligue des sociaux-démocrates de Voïvodine — Čedomir Jovanović (Либерално демократска партија — Грађански савез Србије — Социјалдемократска унија — Лига социјалдемократа Војводине — Чедомир Јовановић) | 214 262   | 5,31   | 15     | +8  |
| Alliance des Magyars de Voïvodine — József Kasza (Савез војвођанских Мађара — Јожеф Каса) | 52 510    | 1,30   | 3      | +3  |
| Coalition Liste pour le Sandžak - Sulejman Ugljanin (Коалиција Листа за Санџак - Сулејман Угљанин) | 33 823    | 0,84   | 2      | =   |
| Union rom de Serbie — Rajko Đurić (Унија Рома Србије — Рајко Ђурић) | 17 128    | 0,42   | 1      | +1  |
| Coalition albanaise de la vallée de Preševo (Коалиција Албанаца Прешевске долине) | 16 973    | 0,43   | 1      | +1  |
| Parti des Roms — Srđan Šajn (Ромска партија — Шајн Срђан) | 14 631    | 0,36   | 1      | +1  |
| Moins de 5% ou non representant d'une minorité ethnique |           |        |        |     |
| Mouvement serbe du renouveau — Vuk Drašković (Српски покрет обнове — Вук Драшковић) | 134 147   | 3,33   | 0      | -13 |
| Parti des retraités unis de Serbie — Jovan Krkobabić et Parti social-démocrate — Nebojša Čović (ПУПС — Јован Кркобабић и СДП — Небојша Човић) | 125 342   | 3,11   | 0      | -3  |
| Mouvement Force de la Serbie — Bogoljub Karić (Покрет снага Србије — Богољуб Карић) | 70 727    | 1,75   | 0      | =   |
| Branko Pavlović — Car il faut que ça aille mieux (Бранко Павловић — "Зато што мора боље") | 15 722    | 0,39   | 0      | =   |
| Coalition Union hongroise — András Ágoston – Sándor Páll (Коалиција Мађарска слога — Андраш Агоштон – Пал Шандор) | 12 940    | 0,32   | 0      | =   |
| Coalition Partis de Voïvodine — Igor Kurjački (Коалиција "Војвођанске партије" — мр Игор Курјачки) | 7 359     | 0,18   | 0      | =   |
| Union démocratique de Serbie — Obren Joksimović (Демократска заједница Србије — Обрен Јоксимовић) | 5 438     | 0,13   | 0      | =   |
| Social-démocratie — Nenad Vukasović (Социјалдемократија — Ненад Вукасовић) | 4 909     | 0,12   | 0      | =   |
| Parti réformiste — Aleksandar Višnjić (Реформистичка странка — Александар Вишњић) | 1 881     | 0,05   | 0      | =   |
| Total | 3 967 335 |        | 250    | =   |
| Inscrits | 6 653 851 |        |        |     |
| Votants (60,62%) | 4 033 586 | 100,00 |        |     |
| Votes invalides (1,66%) | 65 468    |        |        |     |
| Source: (sr) Izveštaj o rezultatima izbora za narodne poslanike u Narodnoj skupštini Republike Srbije održanih 21. januara 2007. godine., Commission électorale de la république de Serbie, consulté le 5 avril 2008                                                                     |           |        |        |     |